# Viola sororia
Viola sororia là một loài thực vật có hoa trong họ Hoa tím. Loài này được Willd. miêu tả khoa học đầu tiên năm 1806.

## Hình ảnh

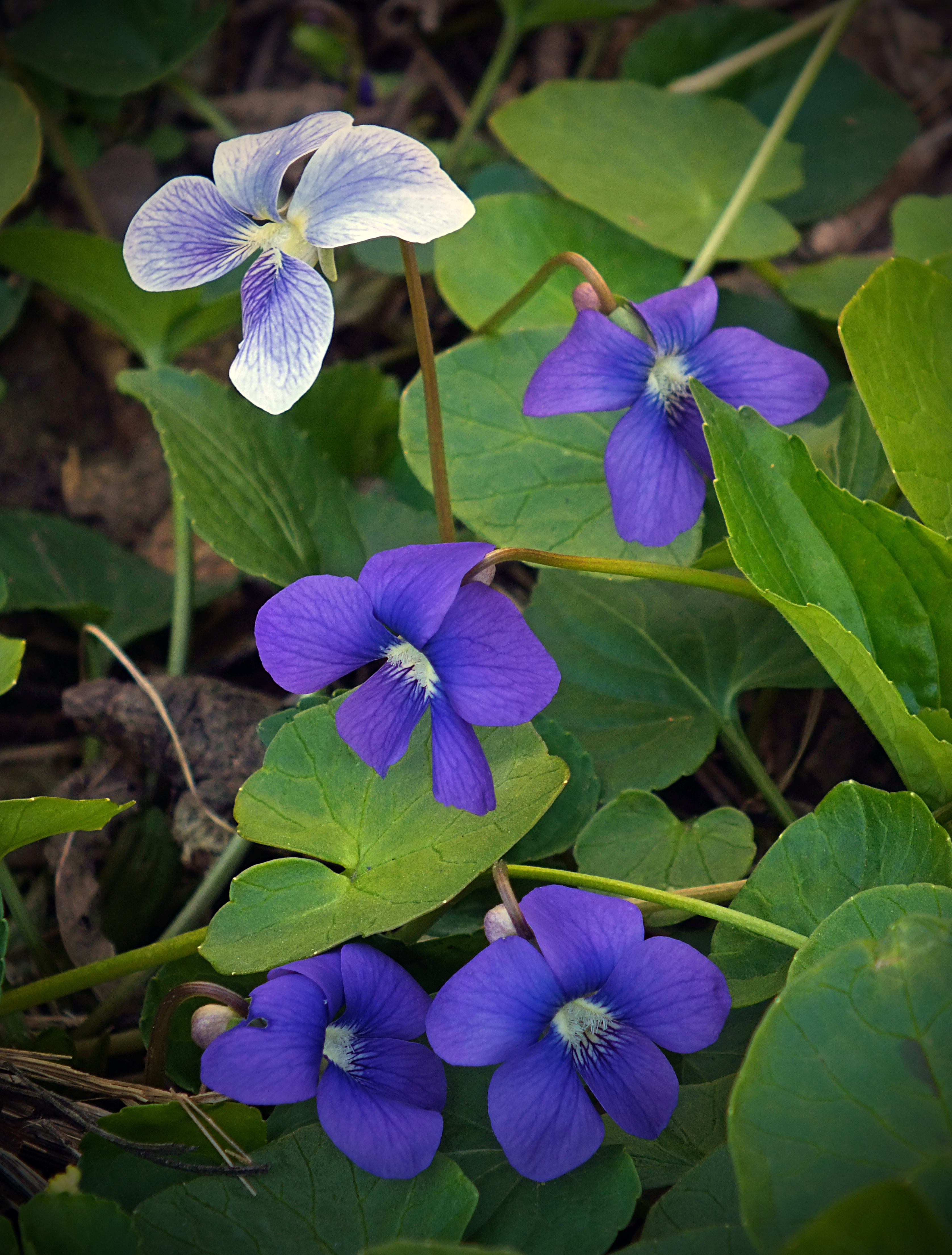
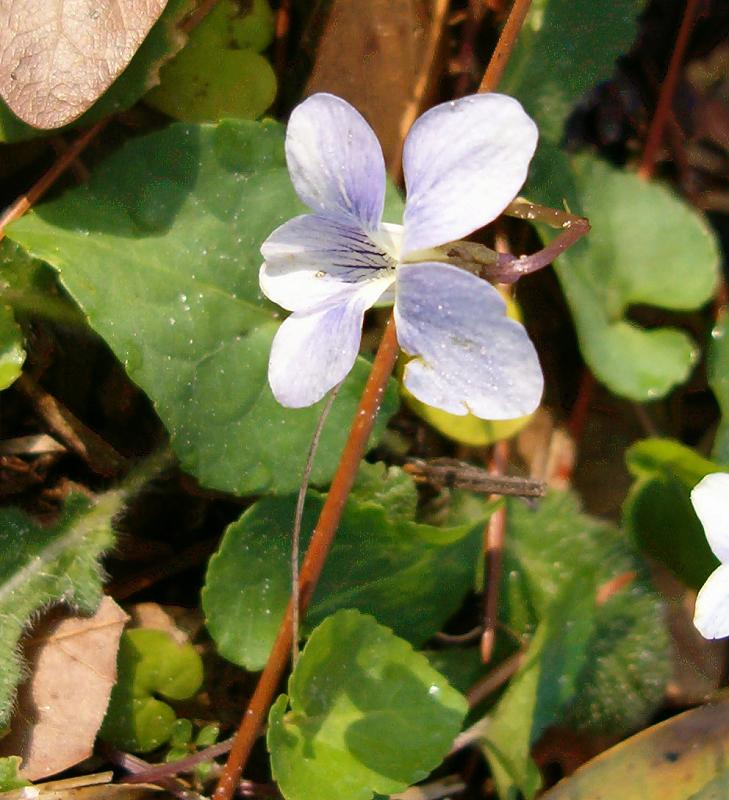
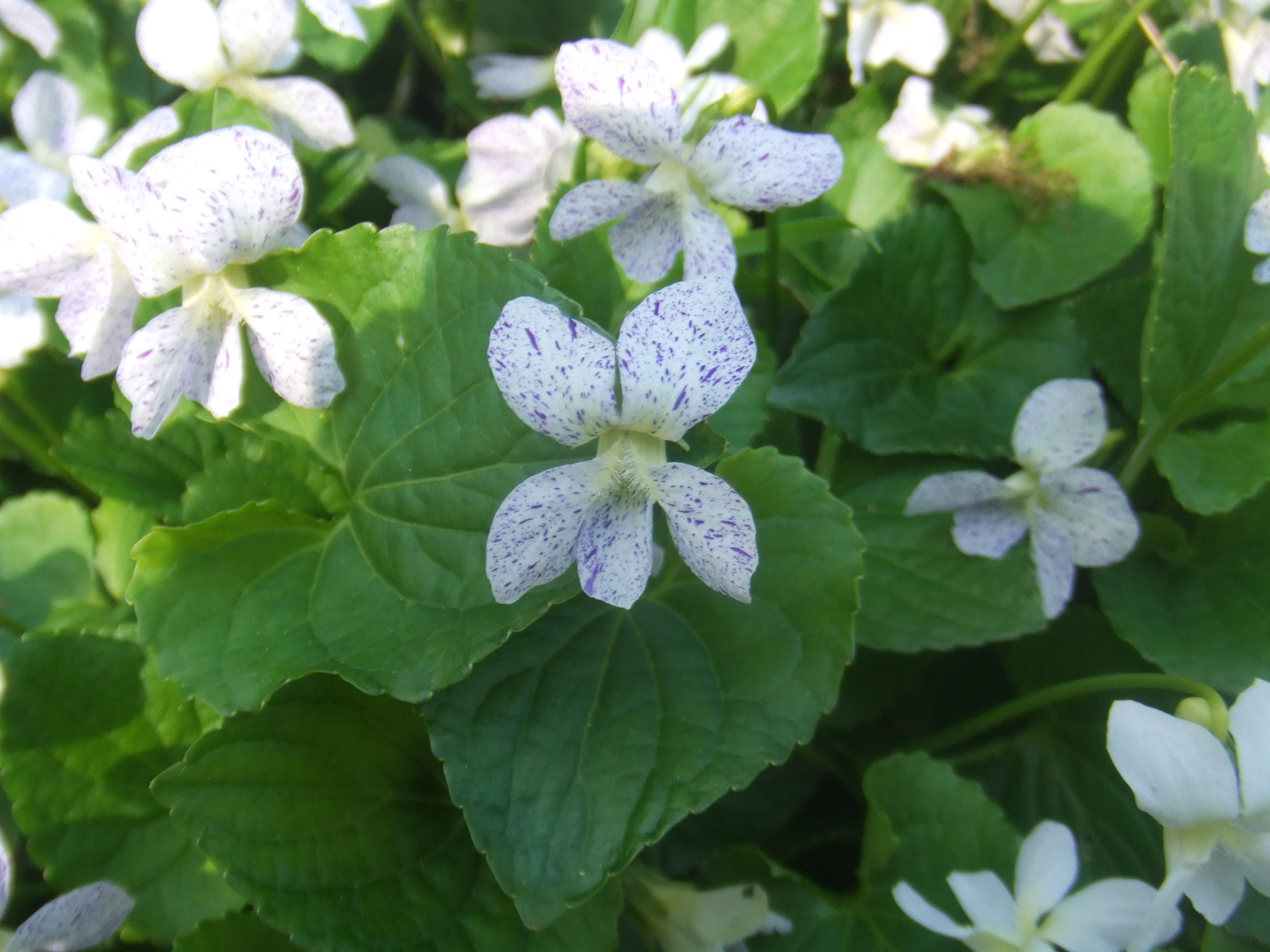
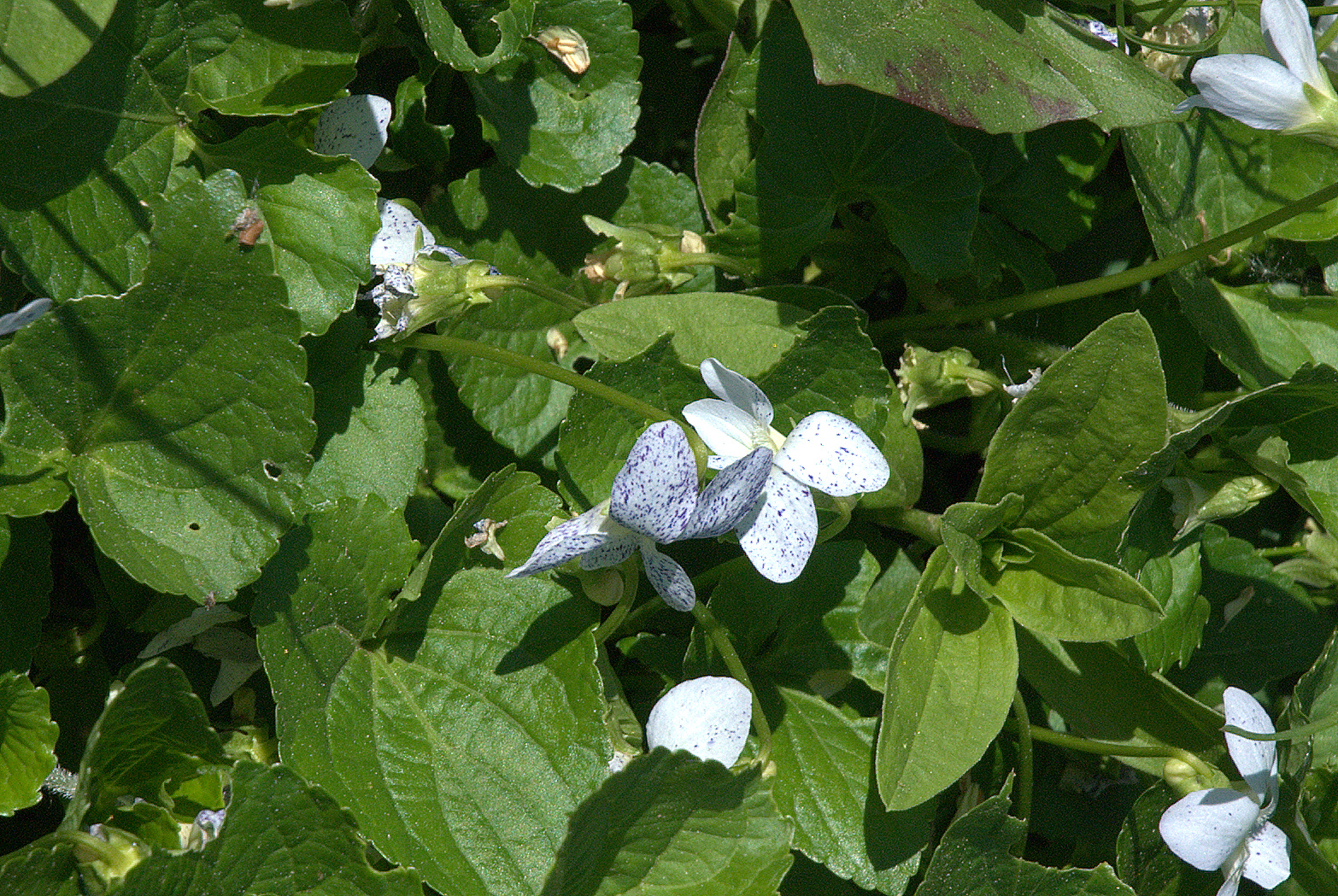